# Belvidere (Nova Jérsei)
Belvidere é uma cidade  localizada no estado americano de Nova Jérsei, no Condado de Warren.

## Demografia
Segundo o censo americano de 2000, a sua população era de 2771 habitantes. 
Em 2006, foi estimada uma população de 2701, um decréscimo de 70 (-2.5%).

## Geografia
De acordo com o United States Census Bureau tem uma área de 
3,5 km², dos quais 3,4 km² cobertos por terra e 0,1 km² cobertos por água. Belvidere localiza-se a aproximadamente 99 m acima do nível do mar.

## Localidades na vizinhança
O diagrama seguinte representa as localidades num raio de 12 km ao redor de Belvidere. 